# Josef Hader
Josef Hader, född 14 februari 1962 i Waldhausen im Strudengau, är en österrikisk komiker och skådespelare. 

## Filmografi (urval)
- 1992 - Cappuccino Melange
- 1993 - Indien
- 2000 - Geboren in Absurdistan
- 2000 - Der Überfall
- 2000 - Komm, süßer Tod
- 2000 - Gelbe Kirschen
- 2002 - Blue Moon
- 2002 - Weihnachten
- 2004 - Silentium
- 2004 - C(r)ook
- 2006 - Heaven
- 2007 - Jagdhunde
- 2008 - Randgestalten
- 2008 - Ein halbes Leben
- 2008 - Der Knochenmann
- 2009 - Die Perlmutterfarbe
- 2010 - Aufschneider
- 2010 - Die verrückte Welt der Ute Bock
- 2011 - Wie man leben soll